# Харковска психологическа школа
Харковската психологическа школа (на руски: Харьковская психологическая школа) е традиция в психологическите изследвания на развитието, извършвани в парадигмата на „социокултурната теория за психиката“ на Виготски и психологическата теория на дейността на Леонтиев.

## Харковската група: Леонтиев и началото на школата
Школата е основана от лидера си Алексей Леонтиев, който се премества от Москва в Харков, столицата на Съветска Украйна по това време. Ядрото на групата е оформено от Леонтиев и неговите московски колеги Запорожец и Божович, заедно с група местни изследователи като Галперин, Аснин, Зинченко, Луков, Хоменко, Концева, Розенблум и други. Групата извършва големи психологически изследвания върху формирането на концепцията у децата, волевата и неволевата памет, развитието на визуално-операционното мислене, волевото поведение и разум, ролята на ориентацията в мисленето и дейността, които поставят основата на психологическата теория на дейността.

## П. Зинченко и Харковската школа по психология на развитието
След военния период научната работа е под формалното ръководство на Пьотър Зинчеко в полето на психологията на паметта. Главното постижение на школата е систематичния анализ на феномена на неволевата памет от гледна точка на дейностния поход в психологията. Съветските изследвания на неволевата памет, извършени от харковската школа повлияват психологически изследвания и вътре в страната и по света (например изследователи на паметта като А. Браун, Мърфи, Мийчъм, Хаген и други).

## Избрани публикации на школата
- - Soviet psychology, 1979 – 1980, 18 (2) (early period, 1930-40s: Zaporozhets, Asnin, Khomenko, Lukov, Bozhovich, Zinchenko, Gal'perin),
  - Journal of Russian and East European Psychology, 1994, 32 (2) (postwar period, (1950-90s: Sereda, Ivanova), and
  - Journal of Russian and East European Psychology, 2003, 41 (5) (developmental teaching in Kharkov, 1960-1990s: Repkin, Dusavitskii) as well as --

Предвоенен период (1932-1940s)
- Asnin, V. I. (1941/1979 – 1980). The development of visual-operational thinking in children. Soviet psychology, 18(2), 23 – 36.
- Asnin, V. I. (1941/1981). The conditions of reliability of a psychological experiment. Soviet Psychology, 1981, 19(2), 80 – 9
- Leontiev, A. N. & Asnin, V. I. (1932 – 1933/2005). Transference of Action as a Function of Intellect: A Study of the Intellectual Activity of the Child Using a Variable Problem Box. Journal of Russian and East European Psychology, 43(4), July–August 2005, pp. 29 – 33.
- Leont'ev, A. N. (1935/1983). Ovladenie uchschimisya nauchnymi ponyatiyami kak problema psikhologii (Овладение учащимися научными понятиями как проблема педагогичекой психологии) (in Russian).
- Leont'ev, A. N. (1947/1978). Psixologicheskie voprosy soznatel'nosti ucheniya [Psychological issues of the consciousness of learning]. -- In English in Activity, Consciousness, and Personality, 1978.
- Lukov, G. D. (1937). Ob osoznanii rebenkom rechl v protsesse igry. To child's realization of language in the course of play]. Unpublished doctoral dissertation, Leningrad.
- Zaporozhets, A. V. (1939/1986). Rol' elementov praktiki i rechi v razvitii myshleniya u detej (Роль элементов практики и речи в развитии мышления у детей) (in Russian).
- Zaporozhets, A. V. (1941/2002). Thought and activity in children. Journal of Russian and East European Psychology, 40(4), 18 – 29.
- Zaporozhets, A. V., & Lukov, U. D. (sic! – correct: Lukov, G. D.) (1941/2002). The Development of Reasoning in Young Children. Journal of Russian and East European Psychology, 40(4), 30 – 46.
- Zinchenko, P. I. (1939/1983 – 84). The problem of involuntary memory. Soviet Psychology XXII, 55 – 111.

Следвоенен период и днес (1950s-2000s)
- Asnin, V. I. (1956). O nauchnoj rabote kollektiva psixologov Khar'kovskogo gosudarstvenno pedagogicheskogo instituta. Voprosy psikhologii, 1956, #3, с. 113 – 114
- Zinchenko, P. I. (1961). Neproizvol'noe zapominanie [Involuntary memory] (in Russian). Moscow: APN RSFSR. -- Chapter 4 (pp. 172 – 207) is published in English as --
- Zinchenko, P. I. (1981). Involuntary memory. In J.V. Wertsch (ed.) The Concept of Activity in Soviet Psychology (pp. 300 – 340). Armonk, NY: ME Sharpe, Inc.
- Bocharova, S. P. (1978). Problemy psikhologii pamyati v trudakh P. I. Zinchenko [Problems of the psychology of memory in the works of P. I. Zinchenko]. Voprosy psikhologii, 1978, #5. -- In English in Soviet Psychology, 1979, Summer, 17(4), 104 – 113.
- Sereda, G. K. (1984). O znachenii nauchnogo vklada P. I. Zinchenko v razvitie psikhologii pamyati [The significance of P. I. Zinchenko's contribution to the development of the psychology of memory (On his 80th birthday)]. Voprosy psikhologii, 1984, #6. -- In English in Soviet Psychology, 1994, 32(2), 23 – 32
- Ivanova, E. F. & Nevoyennaya E.A. (1998). The historical evolution of mnemonic processes. Journal of Russian and East European Psychology, 36 (3), May-June, 1998, p.60 – 77.
- Ivanova, E. F. (2000). The development of voluntary behaviour in preschoolers. Repetition of Z. M. Manuilenko's experiments. Journal of Russian and East European Psychology, 38 (2), March-April, 2000, p.7 – 21.

## Влияние върхи изследователи на паметта на Запад
- Meacham, J. A. (1972). The development of memory abilities in the individual and society. Human Development, 15, 205 – 228. Reprinted in J. G. Seamon (Ed.), Recent contributions in memory and cognition. Oxford: Oxford University Press, 1980. Pp. 415 – 430.
- Meacham, J.A. (1977). Soviet investigations of memory development. In R.V. Kail & J.W. Hagen (Eds.), Perspective on the Development of Memory and Cognition (Vol. 9, pp. 273 – 295). Hillsdale, NJ: Erlbaum.
- Murphy, M. D., & Brown, A. L. (1975). Incidental learning in preschool children as a function of level of cognitive analysis. Journal of Experimental Child Psychology, 19 (3), 509 – 523.
- Sophian, C., & Hagen, J. W. (1978). Involuntary memory and the development of retrieval skills in young children. Journal of Experimental Child Psychology, 26, 458 – 471.
- Brown, A.L. (1979). Theories of memory and the problems of development: Activity, growth, and knowledge. In L.S. Cermak & F.I.M. Craik (Eds.), Levels of Processing in Human Memory. Hillsdale, NJ: Lawrence Erlbaum Associates.
- Naus, M. J. & Halasz, F. (1979). Developmental perspectives on cognitive processing and semantic memory structure. In L.S. Cermak & F.I.M. Craik (Eds.), Levels of Processing in Human Memory. Hillsdale, NJ: Lawrence Erlbaum Associates.
- Hagen, J. W. (1979). Development and models of memory: comments on the papers by Brown and Naus and Halasz. In L.S. Cermak & F.I.M. Craik (Eds.), Levels of Processing in Human Memory. Hillsdale, NJ: Lawrence Erlbaum Associates.